# Bermudes aux Jeux olympiques d'hiver de 2014
Les Bermudes participent aux Jeux olympiques d'hiver de 2014 à Sotchi en Russie du 7 au 23 février 2014. Il s'agit de leur septième participation à des Jeux d'hiver. 
Tucker Murphy, seul représentant des Bermudes, a participé pour la deuxième fois consécutive aux Jeux d'hiver. Il a pris part aux 15 kilomètres hommes (style classique) lors des épreuves de ski de fond. Il a terminé à la 84e place. 
Les Bermudes font partie des nations qui n'ont pas remporté de médaille durant ces Jeux olympiques d'hiver.

## Participation
Il s'agit de la septième participation de l'équipe des Bermudes aux Jeux olympiques d'hiver.
Le seul athlète à prendre part à la compétition est le fondeur Tucker Murphy.
Aux Jeux olympiques d'hiver de 2014, le seul athlète de l'équipe des Bermudes a participé aux épreuves suivantes : 
| Sport                                                | Hommes | Femmes | Total |
| ---------------------------------------------------- | ------ | ------ | ----- |
| Ski de fond - 15 kilomètres hommes (style classique) | 1      | 0      | 1     |
| Total                                                | 1      | 0      | 1     |

## Préparation
À l'âge de 32 ans, l'unique représentant des Bermudes pour les Jeux olympiques d'hiver de 2014, Tucker Murphy, participe pour la deuxième fois aux Jeux d'hiver après ceux de Vancouver en 2010,. Diplômé en zoologie de l'université d'Oxford, il travaille à ce moment-là au Dartmouth College, aux États-Unis. Il pratique également le ski de fond.
Le règlement de qualification de la Fédération internationale de ski autorise uniquement les pays ne disposant d'aucun athlète classé dans les 500 meilleurs skieurs mondiaux à sélectionner un homme et une femme dans les épreuves techniques si ces derniers ont obtenu une moyenne inférieure à 140 points lors de cinq courses reconnues par la FIS. Tucker Murphy a été sélectionné en obtenant une moyenne inférieure à 140 points.
Membre du club de fondeurs du Dartmouth College, il participe également aux championnats américain et argentin de ski de fond,. Tucker Murphy a également concouru dans différentes courses en Suisse, en France et en Autriche.

## Cérémonie d'ouverture et de clôture
Selon la coutume, la Grèce, berceau des Jeux olympiques, ouvre le défilé des nations, tandis que la Russie, en tant que pays organisateur, ferme la marche. Les autres pays défilent selon leur ordre alphabétique en russe, langue officielle du pays organisateur et selon l'alphabet cyrillique. Les Bermudes sont la 12e des 88 délégations à entrer dans le Stade olympique Ficht de Sotchi au cours du défilé des nations durant la cérémonie d'ouverture, après la Belgique et avant la Bulgarie. Le porte-drapeau était le fondeur Tucker Murphy, unique représentant de la délégation, qui effectue cette tâche pour la deuxième fois après les Jeux olympiques d'hiver de 2010.
La cérémonie de clôture a également lieu au Stade olympique Ficht. Les porte-drapeaux des différentes délégations entrent ensemble dans le stade olympique. Aucun athlète des Bermudes n'était présent lors de la cérémonie de clôture. Le drapeau des Bermudes est donc porté par un volontaire.

## Résultats

### Ski de fond
Le fondeur bermudien Tucker Murphy a participé à l'épreuve de ski de fond du 15 kilomètres hommes (style classique). La compétition a lieu le 14 février 2014. Tucker Murphy a terminé à la 84e position de la course, à 10 minute et 50,2 secondes du champion olympique suisse Dario Cologna. 
| Athlètes      | Épreuve                                              | Temps   | Rang |
| ------------- | ---------------------------------------------------- | ------- | ---- |
| Tucker Murphy | Ski de fond - 15 kilomètres hommes (style classique) | 49:19.9 | 84e  |